# 15957 Gemoore
15957 Gemoore è un asteroide della fascia principale. Scoperto nel 1998, presenta un'orbita caratterizzata da un semiasse maggiore pari a 2,9324679 UA e da un'eccentricità di 0,1065229, inclinata di 1,10930° rispetto all'eclittica.